# Freedom of the Seas
Die Freedom of the Seas ist eines der größten Passagierschiffe der Welt. Das Kreuzfahrtschiff ist das Typschiff der Freedom-Klasse von Royal Caribbean Cruises Ltd., dem weltweit zweitgrößten Kreuzfahrtunternehmen. Die Baureihe basiert auf der Voyager-Klasse und wurde deshalb in der Entwicklungsphase als „Ultra-Voyager“-Klasse bezeichnet. Die Schiffe der Freedom-Klasse sind jedoch einen Brandabschnitt länger (+ 9 %). Die Freedom of the Seas löste mit 154.407 BRZ und einer Passagierkabinenanzahl von rund 1800 die Queen Mary 2 (148.528 BRZ, 1200 Kabinen) als größtes Passagierschiff der Welt ab. Diesen Titel behielt sie bis zur Indienststellung der Oasis of the Seas im Jahr 2009.

## Geschichte
Die Freedom of the Seas wurde bei den Aker Yards in Turku (Finnland) gebaut. Sie wurde im November 2003 bestellt. Am 8. November 2004 wurde das Schiff auf Kiel gelegt und am 20. August 2005 ausgedockt.
Die Freedom of the Seas verließ Turku am 13. April 2006 Richtung Hamburg. Auf Grund eines defekten Azipod wurden vom 17. bis 22. April im Trockendock (Dock 17) bei Blohm + Voss letzte Restarbeiten erledigt. Nach dem Ausdocken am 22. April um 23.07 Uhr und einer Testfahrt auf der Nordsee legte sie am 23. April um 13.30 Uhr in Hamburg am Kreuzfahrtterminal (Grasbrook) in der HafenCity an.
Am Montag, den 24. April 2006, wurde die Freedom of the Seas am Kreuzfahrtterminal an die Reederei übergeben. Sie kam unter der Flagge der Bahamas mit Heimathafen Nassau in Fahrt.
Am 25. April um 10 Uhr trat sie ihre Jungfernfahrt von Hamburg nach Oslo an, wo sie am 26. April gegen 14 Uhr einlief. Von dort aus trat die Freedom of the Seas am 27. April um 16 Uhr die Fahrt in das britische Southampton an, wo sie am 29. April um 9.30 Uhr ankam. Nach der Transatlantikfahrt kam die Freedom of the Seas am 10. Mai um 7.30 Uhr (Ortszeit) in New York an.
Die Schiffstaufe fand am 12. Mai 2006 in Cape Liberty (New York) statt. Die Taufpatin war Katherine Louise Calder aus Oregon, die als Pflegemutter in den letzten 27 Jahren mehr als 400 Kinder aufgezogen hat. Sie wurde von den Zuschauern der NBC Today Morning Show America gewählt. Es standen diesmal keine prominenten Frauen zur Debatte, sondern nur Frauen mit großem sozialem Engagement.
Seit Juni 2006 war das Schiff mit seinen bis zu 4.370 Passagieren auf einer einwöchigen Route durch die westliche Karibik im Einsatz. Mit der Indienststellung der Liberty of the Seas übernahm diese die bisherige Route der Freedom of the Seas. Seit dem 6. Mai 2007 wird die Freedom of the Seas auf zwei einwöchigen Routen eingesetzt, die abwechselnd in die westliche und östliche Karibik führen. Ausgangshafen der Kreuzfahrten ist Port Canaveral in Florida.
Nach der Sovereign of the Seas, der Voyager of the Seas und der Explorer of the Seas war die Freedom of the Seas der vierte Neubau der Reederei, der bei der Ablieferung den Titel „weltgrößtes Kreuzfahrtschiff“ für sich beanspruchen konnte.
Die Freedom of the Seas war Anfang 2020 im Trockendock und wurde für 116 Millionen Dollar renoviert.

## Ausstattung

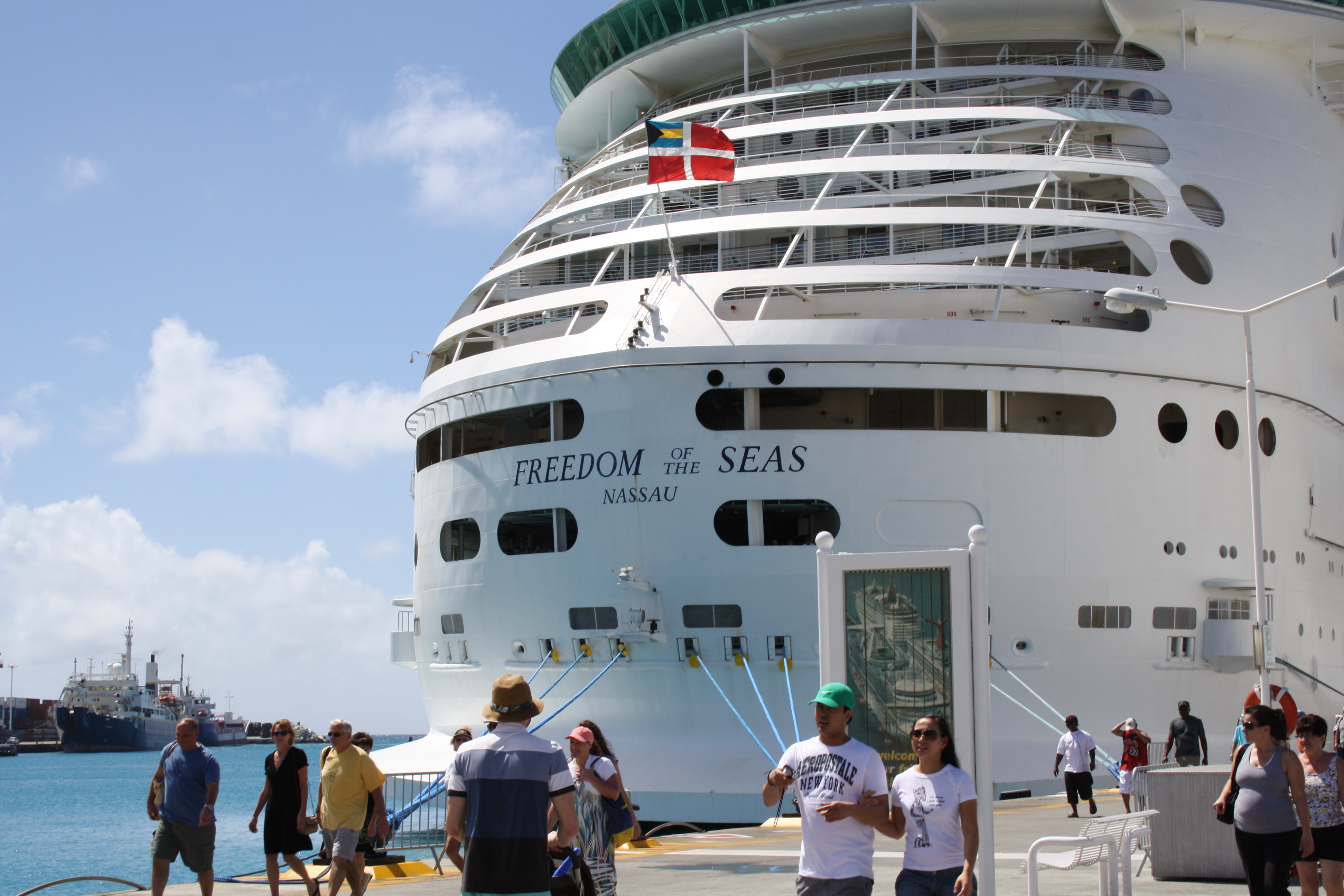
Heck der Freedom of the Seas

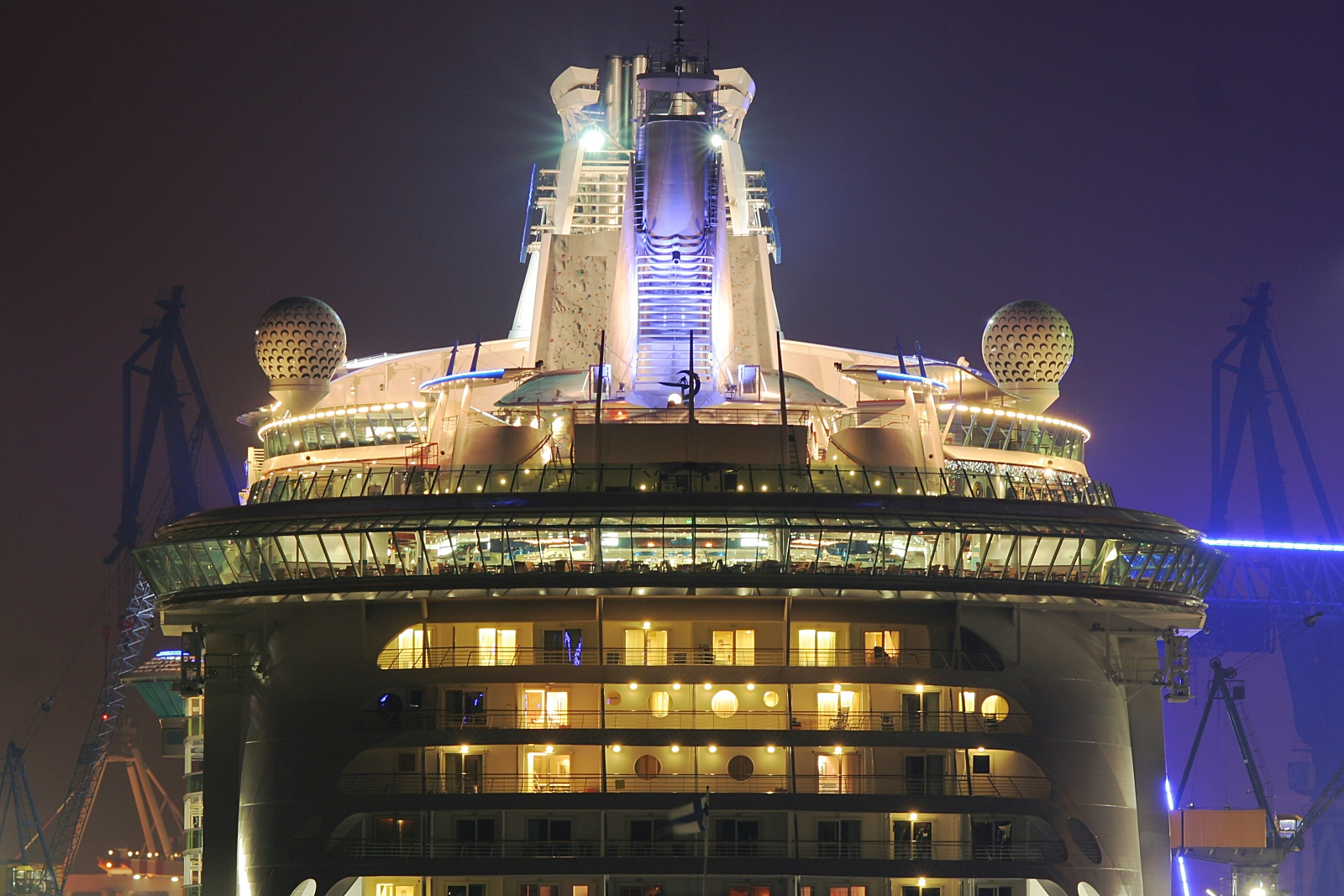
Achterdeck der Freedom of the Seas, im Dock bei Blohm + Voss, Hamburg

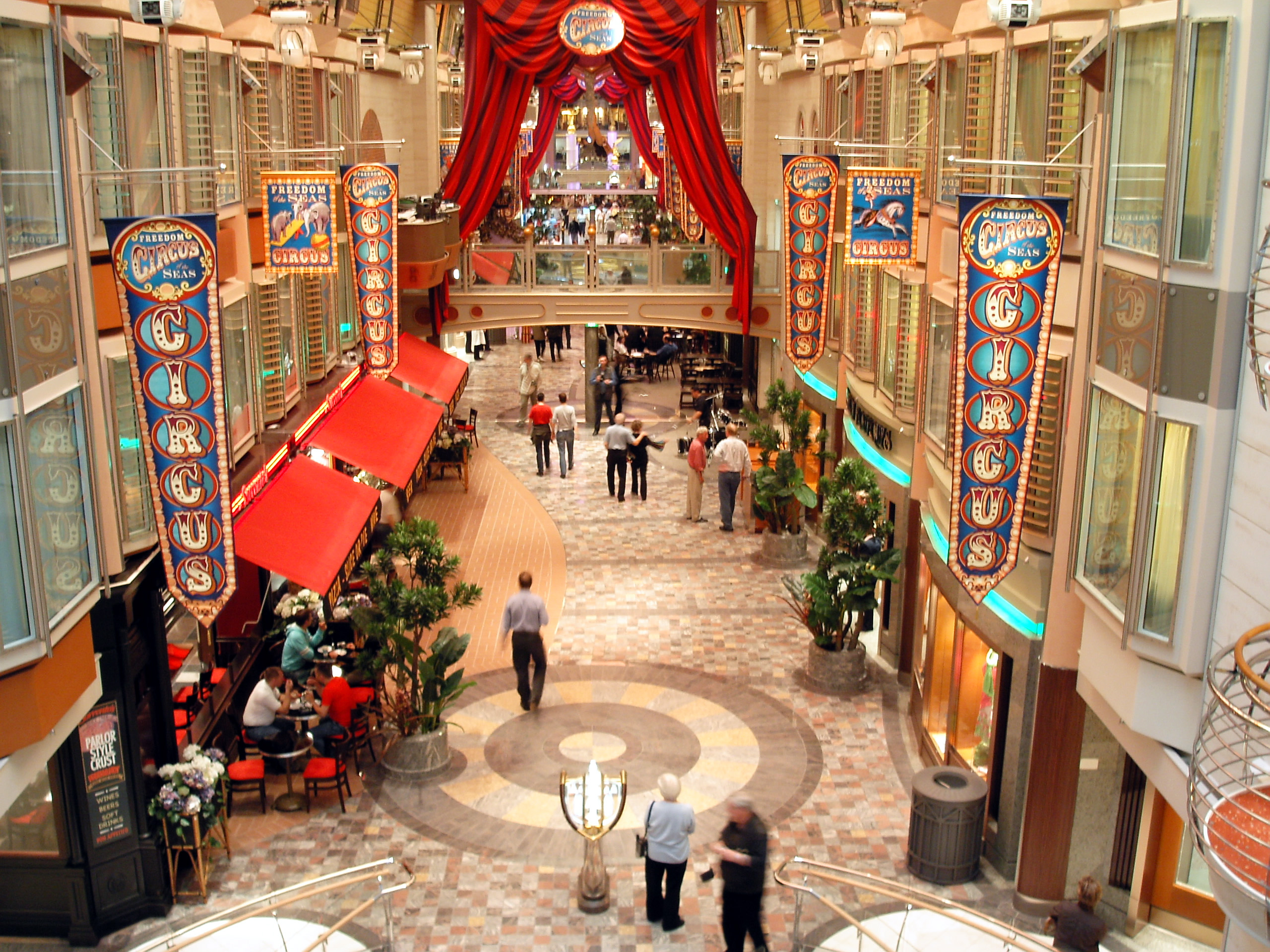
Royal Promenade (Einkaufsmeile) an Bord der Freedom of the Seas

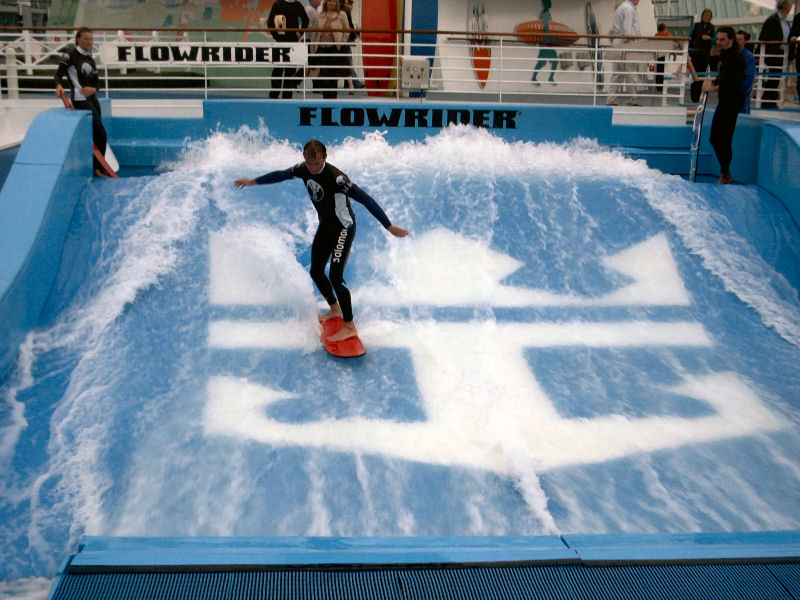
Flowrider

Das Schiff verfügt über 18 Decks, von denen 15 für Passagiere zugänglich sind. Die Passagierkapazität beträgt nominal 3.600 Personen. Bei voller Belegung finden bis zu 4.370 Passagiere an Bord Platz. Die Passagiere werden in 1.817 Kabinen untergebracht, davon 242 Außenkabinen ohne Balkon (circa 15 m²), 842 Kabinen mit Balkon (circa 19 m²) und 733 Innenkabinen (davon 172 mit Blick auf die Promenade).
Das Schiff verfügt über eine vier Deck hohe, 9 m breite und 135 m lange Einkaufspromenade. Weiterhin befinden sich an Bord ein Theater mit 1350 Sitzplätzen, eine Eislaufbahn mit 800 Sitzplätzen im Zuschauerrang, eine Kletterwand (circa 169 m²), ein sog. Flowrider (Surfsimulator mit „stehender Welle“ zum Wellenreiten), eine 2200 m² große Bade- und Erlebnislandschaft, ein Boxring, ein Basketballfeld in Originalgröße und ein Neun-Loch-Minigolfplatz.

## Besondere Vorkommnisse
Bei einer Kreuzfahrt (26. November – 3. Dezember 2006) kam es zum Ausbruch eines Norovirus. Es erkrankten 338 Passagiere und 46 Besatzungsmitglieder an dem Virus, das zu Übelkeit, Durchfall und Erbrechen führt. Laut Reederei hatte ein einziger Passagier das Virus an Bord gebracht. Bis zur Rückkehr der Freedom of the Seas wurden nicht nur die Patienten behandelt, sondern auch Türgriffe, Balkongeländer etc. regelmäßig desinfiziert, um ein weiteres Ausbreiten der Krankheit zu verhindern. Auch auf der folgenden Kreuzfahrt (3.–10. Dezember 2006) kam es wider Erwarten zu erneuten Erkrankungen bei 97 Passagieren. Aus diesem Grund wurde das Schiff im Hafen von Miami zwei Tage intensiv gereinigt und desinfiziert.
Am 9. Oktober 2011 geriet die Freedom of the Seas in ein Unwetter. Dabei schaukelte sich das Schiff derart auf, dass Gegenstände aus den Regalen fielen sowie öffentliche Bereiche und Kabinen beschädigt wurden. Die Reederei gab Verletzungen von Menschen an, die aber nicht schwerwiegend gewesen sein sollen. Die Kreuzfahrten konnten weitergeführt werden, ein Dockaufenthalt war für die Reparaturen nicht notwendig.
Am 22. Juli 2015 brach kurz nach dem Anlegen in Falmouth (Jamaika) ein Feuer im Maschinenraum aus. Vorsorglich wurden die Passagiere zu verschiedenen Sammelplätzen beordert. Die automatischen Feuerlöschsysteme brachten den Brand jedoch schnell unter Kontrolle. Ein Besatzungsmitglied soll verletzt worden sein.
Am 7. Juli 2019 starb ein 18 Monate altes Mädchen, nachdem sie durch ein offenes Fenster vom elften Deck gestürzt war, während das Schiff in San Juan angelegt hatte. Zu dem Unfall kam es, als der 51-jähriger Großvater, sie auf ein Geländer setzte und den Halt verlor, während er sie festhielt. Der Großvater behauptete, dass er aufgrund seiner Farbblindheit das offene Fenster nicht bemerkt habe. Aufnahmen von Sicherheitskameras widerlegten diese Behauptung. Infolgedessen kam es zu einem Rechtsstreit zwischen Royal Caribbean Cruises und den Eltern des verstorbenen Mädchens. Die Familie behauptete, dass die Reederei fahrlässig gehandelt habe, weil es die Fenster nicht ordnungsgemäß gesichert habe. Im Juli 2021 hat ein Gericht in den USA festgestellt, dass die Reederei nicht für den Tod des Mädchens verantwortlich ist.